# Theaudience
theaudience – brytyjski zespół muzyczny działający w latach 90., wykonujący muzykę rockową.

## Historia
Zespół został założony przez gitarzystę Billy’ego Reevesa, grającego wcześniej w grupie o nazwie Congregation. W theaudience znaleźli się też: wokalistka Sophie Ellis-Bextor, perkusista Patrick Hannan znany z zespołu The Sundays, keyboardzista Nigel Butler, gitarzysta Dean Mollett i basista Kerin Smith. Ich pierwszy singel „I Got the Wherewithal” ukazał się w 1997 roku i nie osiągnął sukcesu komercyjnego. Latem 1998 zespół wydał swój pierwszy i jedyny album pt. theaudience, który spotkał się z mieszanymi recenzjami, jednak dotarł do 22. miejsca na brytyjskiej liście sprzedaży. Znalazły się na nim dwa przeboje: „I Know Enough (I Don’t Get Enough)” oraz „A Pessimist Is Never Disappointed” – oba weszły do brytyjskiego top 40. Choć w grudniu 1998 Reeves opuścił thaudience, zespół kontynuował pracę nad drugim albumem. Materiał został jednak odrzucony przez ich wytwórnię Mercury Records i w 1999 roku grupa rozwiązała się. Niedługo potem Ellis-Bextor rozpoczęła solową karierę.

## Dyskografia

### Albumy
- theaudience (1998)

### Single
- „I Got the Wherewithal” (1997)
- „If You Can’t Do It When You’re Young; When Can You Do It?” (1998)
- „A Pessimist Is Never Disappointed” (1998)
- „I Know Enough (I Don’t Get Enough)” (1998)